# Görlitz
Görlitz [ˈɡœɐ̯lɪts] (fil), polska: Zgorzelec, högsorbiska: Zhorjelc, är en stad i östra Tyskland och huvudort i distriktet Landkreis Görlitz i förbundslandet Sachsen. Görlitz är Tysklands östligaste stad och ligger vid floden Lausitzer Neisse, som utgör gräns mot Polen. Sedan 1945 är staden delad i en tysk och en polsk del: den tyska staden Görlitz med omkring 54 000 invånare, som omfattar de västra stadsdelarna och större delen av den historiska stadskärnan, samt den polska staden Zgorzelec med omkring 32 000 invånare, som utgörs av de tidigare östra stadsdelarna öster om Lausitzer Neisse.

## Geografi

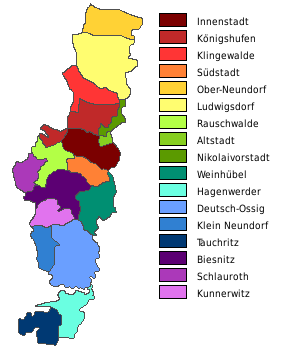
Stadsdelar i Görlitz.

Görlitz ligger i den tidigare preussisk-nederschlesiska delen av regionen Oberlausitz vid floden Lausitzer Neisse, med den gamla stadskärnan huvudsakligen belägen på flodens västra strand. Floden passerar här mellan Lausitzska granitmassivet och de böhmisk-lausitzska gränsbergen, med staden belägen vid bergens norra utkant. De tidigare östra stadsdelarna utgör sedan 1945 den polska staden Zgorzelec. Görlitz och Zgorzelec har omfattande samarbeten kring infrastruktur, turism och kultur på grund av städernas närhet och gemensamma historia.
Stadens centrum är beläget omkring 200 meter över havet, medan den högsta punkten, berget Landeskrone, reser sig 420 meter över havet. De lägsta delarna vid flodstranden ligger 185 meter över havet. I södra delen av staden ligger Berzdorfer See.
Staden genomkorsas av den 15:e längdgraden, vilket betyder att stadens tyska normaltid (CET) är samma som dess medelsoltid. Till kosmonauten Jurij Gagarins ära restes 1961 ett meridianminnesmärke, vilket dock med dagens mer exakta mätmetoder har visat sig stå omkring 137 meter väster om den faktiska meridianen.
Stadskommunens område sträcker sig 19,4 km i nord-sydlig riktning och 7,3 km i öst-västlig riktning. De närmaste större städerna är Liberec i Tjeckien, 50 kilometer söderut, Legnica i Polen omkring 80 kilometer österut och Dresden omkring 90 kilometer väster om Görlitz. Grannstaden Bautzen ligger omkring 50 kilometer västerut och Zittau omkring 35 kilometer söderut.

## Historia

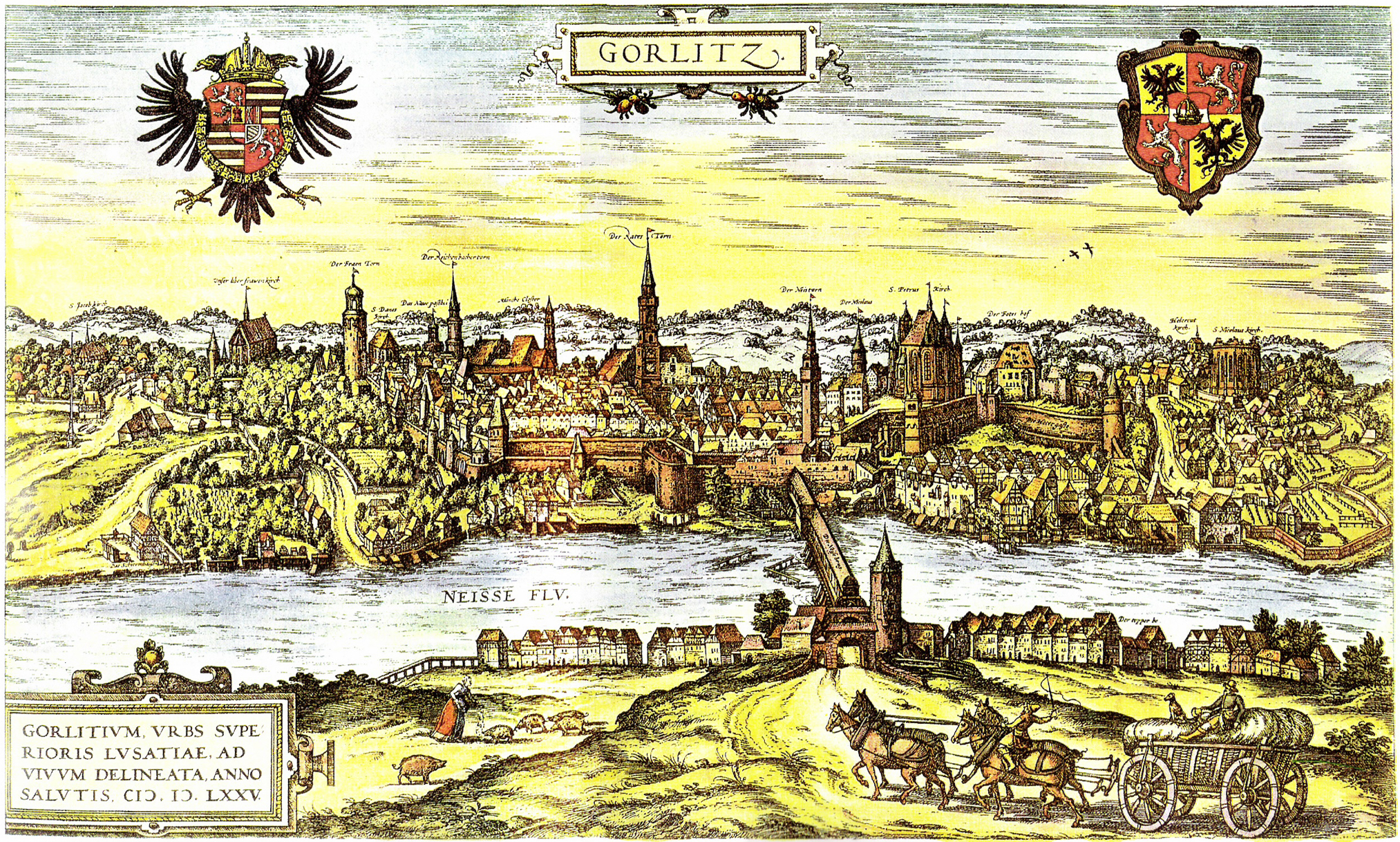
Görlitz 1575

Görlitz omnämns i skriftliga källor första gången 1071, blev stad omkring 1220. Från 1329 lydde staden under kungariket Böhmen och var huvudstad i hertigdömet Görlitz 1377–1396. Görlitz försvarade sig 1429 framgångsrikt mot husiterna, belägrades och intogs flera gånger under 30-åriga kriget. Staden tillföll 1635 Kurfurstendömet Sachsen och blev 1815 del av kungadömet Preussen efter Wienkongressen. Därigenom blev staden även del av Tyska kejsardömet 1871 och förblev tysk i sin helhet fram till 1945.

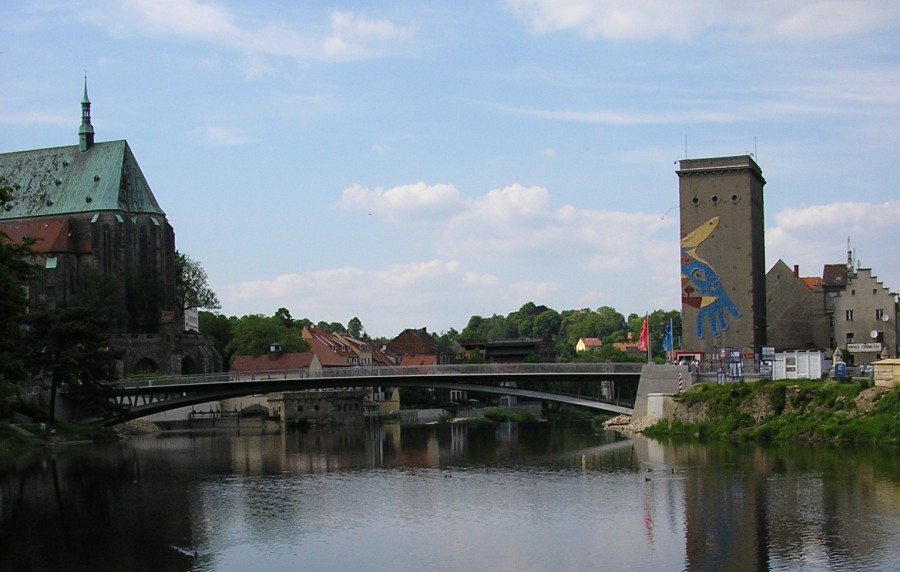
Gångbro mellan Görlitz och Zgorzelec, där Via Regia korsade Lausitzer Neisse under medeltiden.

Tack vare sitt läge, vid den plats där den viktiga europeiska handelsvägen Via Regia korsade Lausitzer Neisse, blomstrade Görlitz under medeltiden. Staden har ännu idag en mängd välbevarade byggnader från renässansen och barocken, och undgick som en av få tyska städer att bli skadad av bomber under andra världskriget.
År 1945 delades staden av Oder-Neisse-linjen utefter floden. Stadens större västra del kom därmed att hamna i den sovjetiska ockupationszonen och Östtyskland, medan stadens mindre östra del kom att hamna i Polen och blev staden Zgorzelec, polska för Görlitz. De tysktalande invånarna i den östra delen fördrevs och slog sig ned i Görlitz eller i andra delar av Tyskland. Under DDR-tiden var staden huvudort för Kreis Görlitz, som tillhörde Bezirk Dresden. I och med Tysklands återförening 1990 blev Görlitz nu det återförenade Tysklands östligaste stad, först som kreisfri stad och sedan 2008 istället som huvudort i då bildade Landkreis Görlitz. Staden har ända sedan 1950 stadigt minskat sitt invånarantal från omkring 100 000 till nuvarande 55 309 (2009).
Polens EU-medlemskap medförde en ökad handel över gränsen. Sedan 2008 har den tidigare EU-interna gränskontrollen mot Polen tagits bort, genom Polens anslutning till Schengenregelverket.
För den polska delens historia efter 1945, se även Zgorzelec.

## Näringsliv

### Industri
I Görlitz finns en fabrik, som tidigare tillhörde Bombardier Transportation och senare Alsthom, som tillverkar järnvägs- och spårvagnar. Den såldes 2025 till försvarsindustriföretaget KNDS. Där finns också en fabrik som producerar kraftturbiner. Inom livsmedelsbranschen är de största företagen bryggeriet Landskronbrauerei, grundat 1869, och godisfabriken Hoinkis. Staden används på grund av sin välbevarade historiska innerstad ofta som kuliss vid större filminspelningar.

### Medier
Sächsische Zeitung är den enda tryckta dagstidning som har en lokalredaktion i staden.

## Kultur och sevärdheter

### Byggnadsminnen

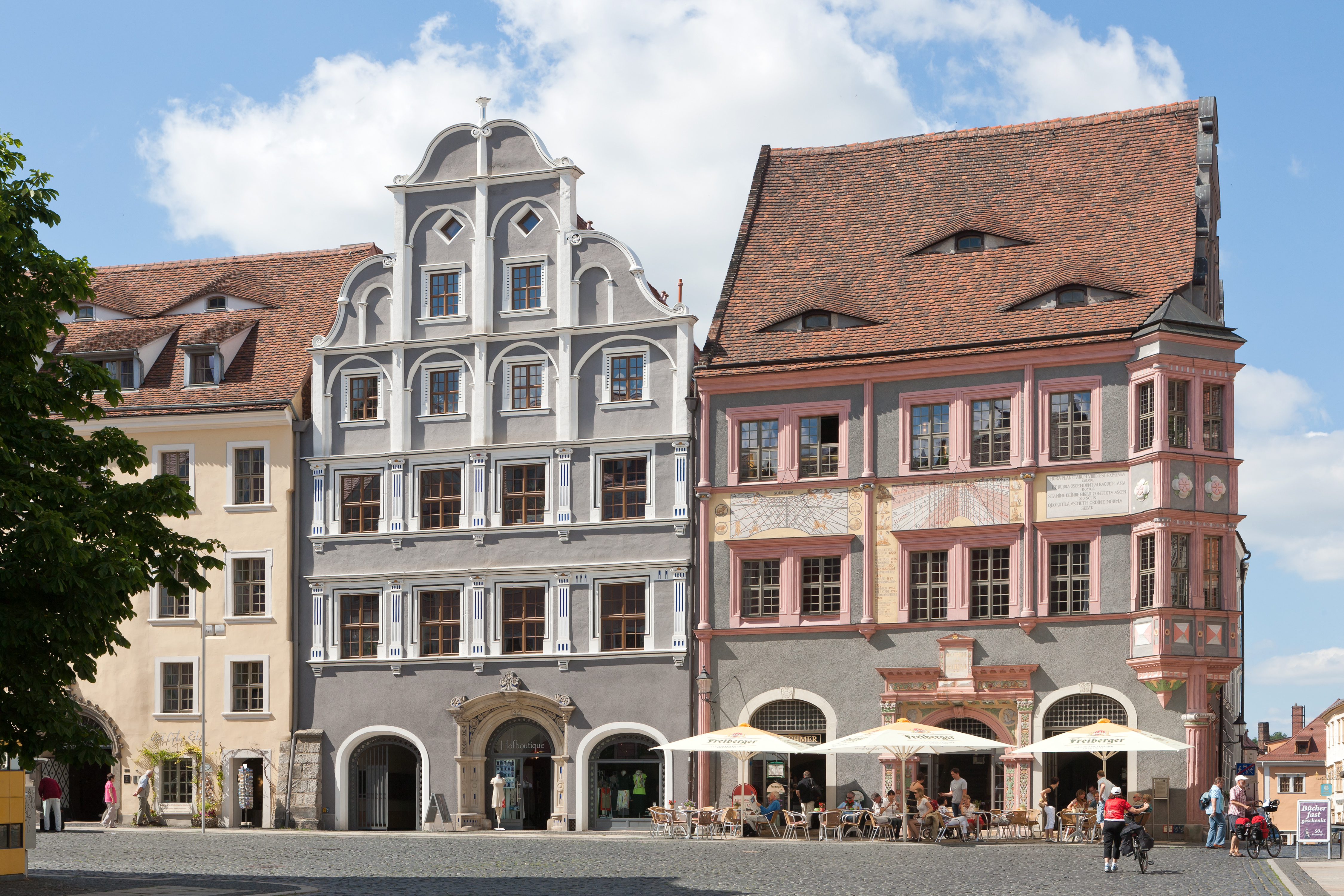
Untermarkt i den gamla stadskärnan.

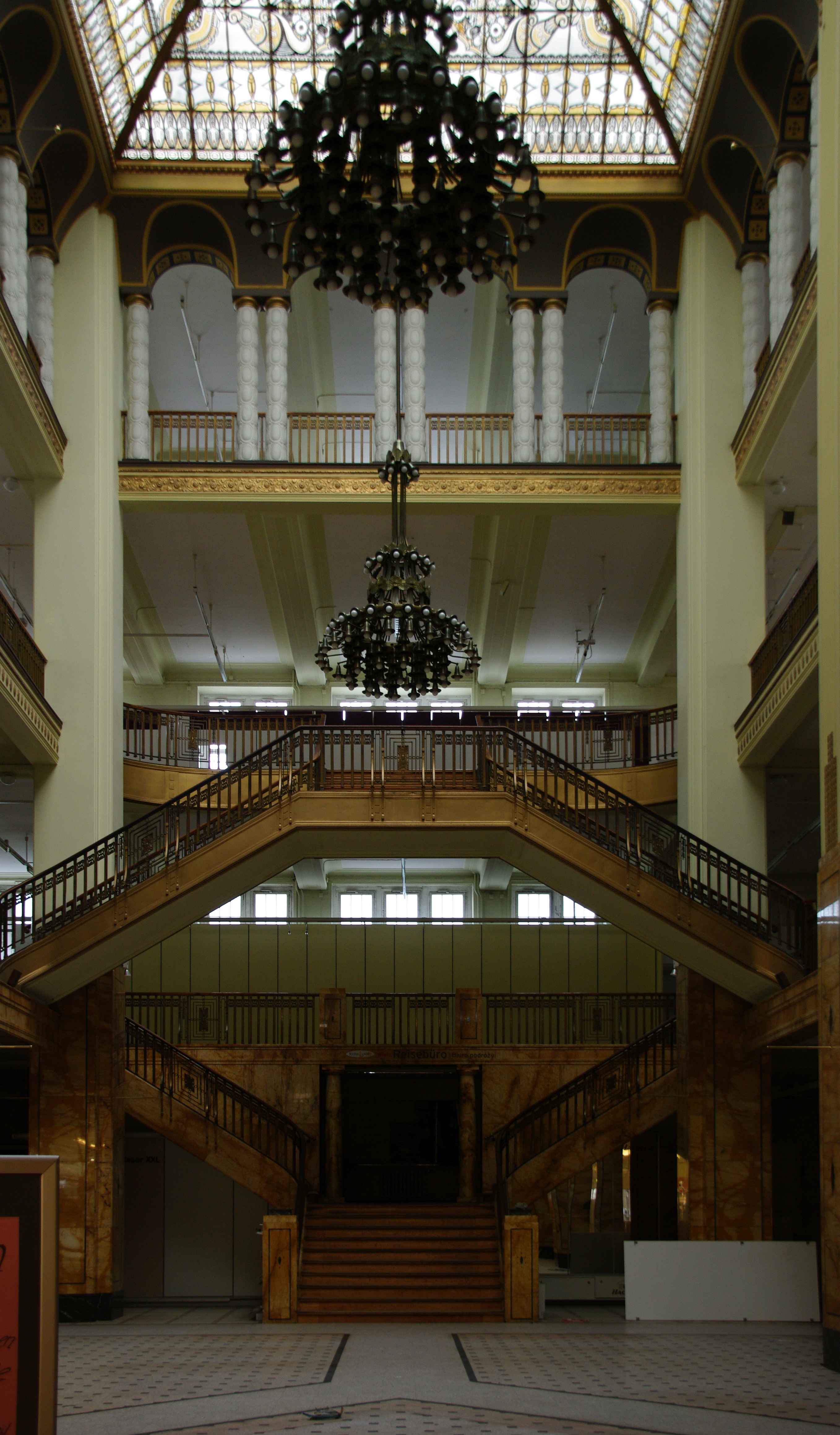
Interiör från jugendvaruhuset vid Demianiplatz.

Görlitz innerstadsbebyggelse klarade sig till största delen oskadd genom andra världskriget, vilket gör stadsmiljön till ett unikt sammanhållet och välbevarat exempel på äldre centraleuropeisk stadsbebyggelse. Staden har över 4000 byggnads- och kulturminnesmärkta byggnader, med en stadsbild präglad av byggnader i gotisk, renässans-, och barockstil i den medeltida stadskärnan. Den historiska innerstaden omges av senare anlagda stadsdelar med historicistiska byggnader från 1800-talet.
- Waidhaus vid Neisse är stadens äldsta sekulära byggnad, uppförd 1131. Den användes under medeltiden som lagerplats för vejde för färgarhantverkarnas behov och blev senare skola.
- Biblisches Haus från 1572 är dekorerat med illustrationer ur Bibeln.
- Barockhuset på Neissstrasse 30 är del av stadens kulturhistoriska museum och inrymmer Oberlausitz vetenskapliga bibliotek, grundat 1726.
- Vid Untermarkt finns flera välbevarade renässansborgarhus med de för Centraleuropa karakteristiska valven i gatuplanet. Schönhof är ett renässanspalats, uppfört 1525 på platsen för en tidigare medeltida byggnad, och fungerade bland annat som representationsbostad åt kung Wenzel IV av Böhmen och kurfursten Johan Georg I av Sachsen när de besökte staden.
- Rådhuset, uppfört 1369, är fortfarande i bruk.
- Görlitzer Warenhaus vid Demianiplatz uppfördes 1913, efter förebild från Wertheimvaruhuset i Berlin. Byggnaden är invändigt utsmyckad med tidstypiska jugendstilornament och en ljusgård med ett utsmyckat glastak. Varuhusbyggnaden står sedan 2009 tom, men är sedan 2017 under renovering.[6] Varuhuset har under senare år använts för konserter och modevisningar samt vid inspelningarna av filmen The Grand Budapest Hotel.
- Bastionen Kaisertrutz och Reichenbacher Turm, tidigare delar av stadens medeltida befästningar, inhyser idag delar av stadens kulturhistoriska museum.

### Kyrkor

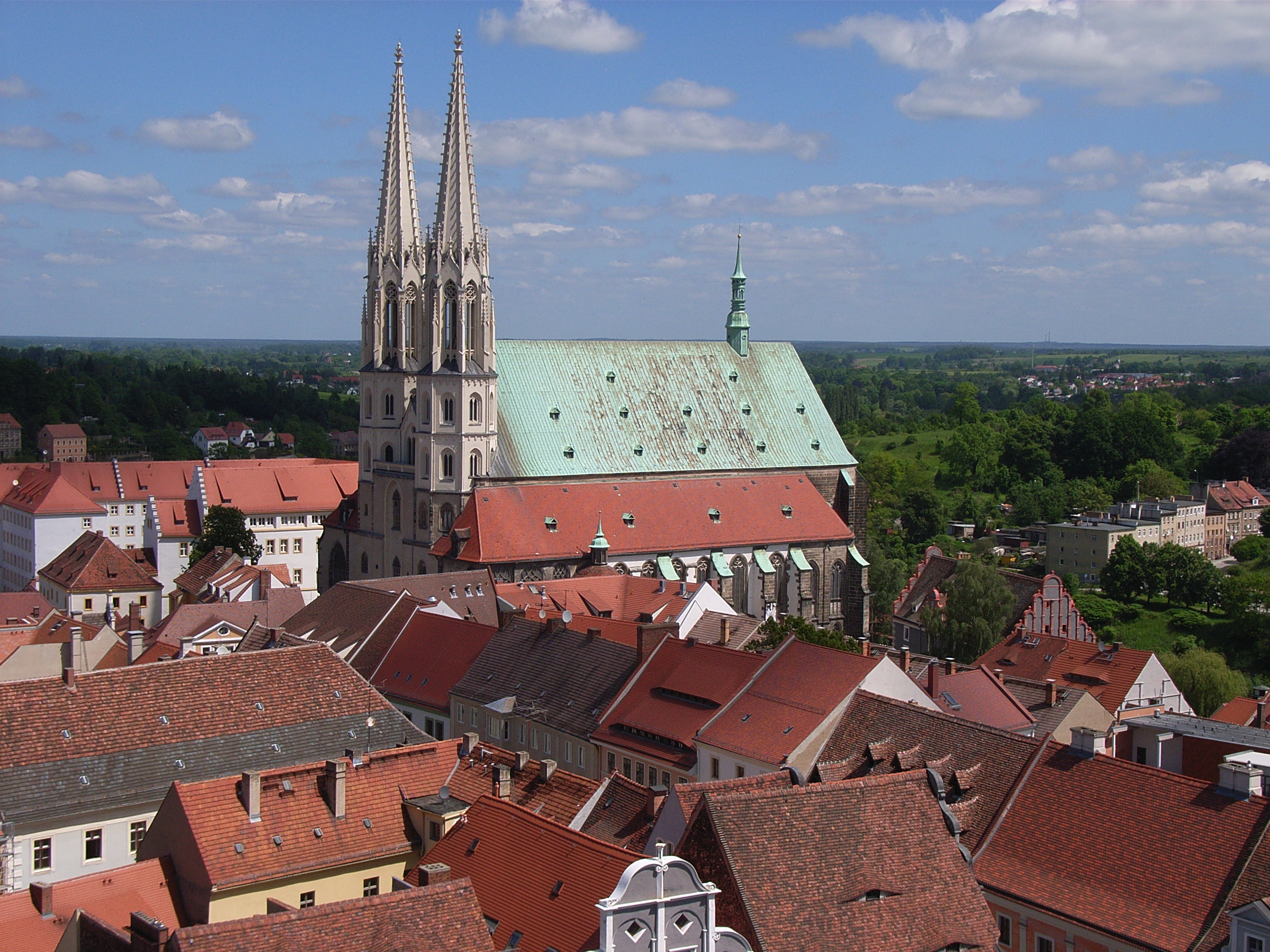
Utsikt från Rådhustornet mot S:t Petrus och Paulus-kyrkan.

- Nikolaikyrkan, uppförd omkring år 1100, är stadens äldsta kyrka.
- S:t Petrus och Paulus-kyrkan uppfördes under 1400-talet och dominerar stadssilhuetten.
- S:t Jakobskatedralen, färdigställd år 1900, är säte för Görlitz katolska stift.

### Scen
Görlitz har en teater, grundad 1851, sedan 2011 sammanslagen med Zittaus teater till Gerhart Hauptmann-Theater Görlitz-Zittau.

### Museer
Till stadens kulturhistoriska samlingar hör Oberlausitz vetenskapliga bibliotek, rådhusarkivet och Görlitz kulturhistoriska museum, som ställer ut konst och kulturföremål från regionen. Det naturhistoriska Senckenberg-Museum grundades 1811 av stadens ornitologiska sällskap och behandlar i första hand geologi och ekosystem i Oberlausitz. Man har även en utställning om evolutionsforskning.
Sedan 2006 finns i Schlesisches Museum en utställning om Schlesiens historia under de senaste 1000 åren. I Hagenwerders stationshus finns en teknikhistorisk utställning om brunkolsbrytningen i Berzdorf mellan 1835 och 2000. Staden har även ett fotografiskt museum, drivet av en ideell förening.

### Film
Görlitz gamla stad användes redan under DDR-epoken som filminspelningsplats av DEFA och har sedan 1990-talet blivit populär som filmkuliss, på grund av den välbehållna förkrigsmiljön i innerstaden. Staden har många historiska byggnader från olika epoker i centraleuropeisk stil, och filmer som Jorden runt på 80 dagar (2004), The Reader, Lore, Inglourious Basterds och The Grand Budapest Hotel har delvis spelats in här. På grund av de många filminspelningarna har staden i folkmun fått smeknamnet "Görliwood".

## Kommunikationer

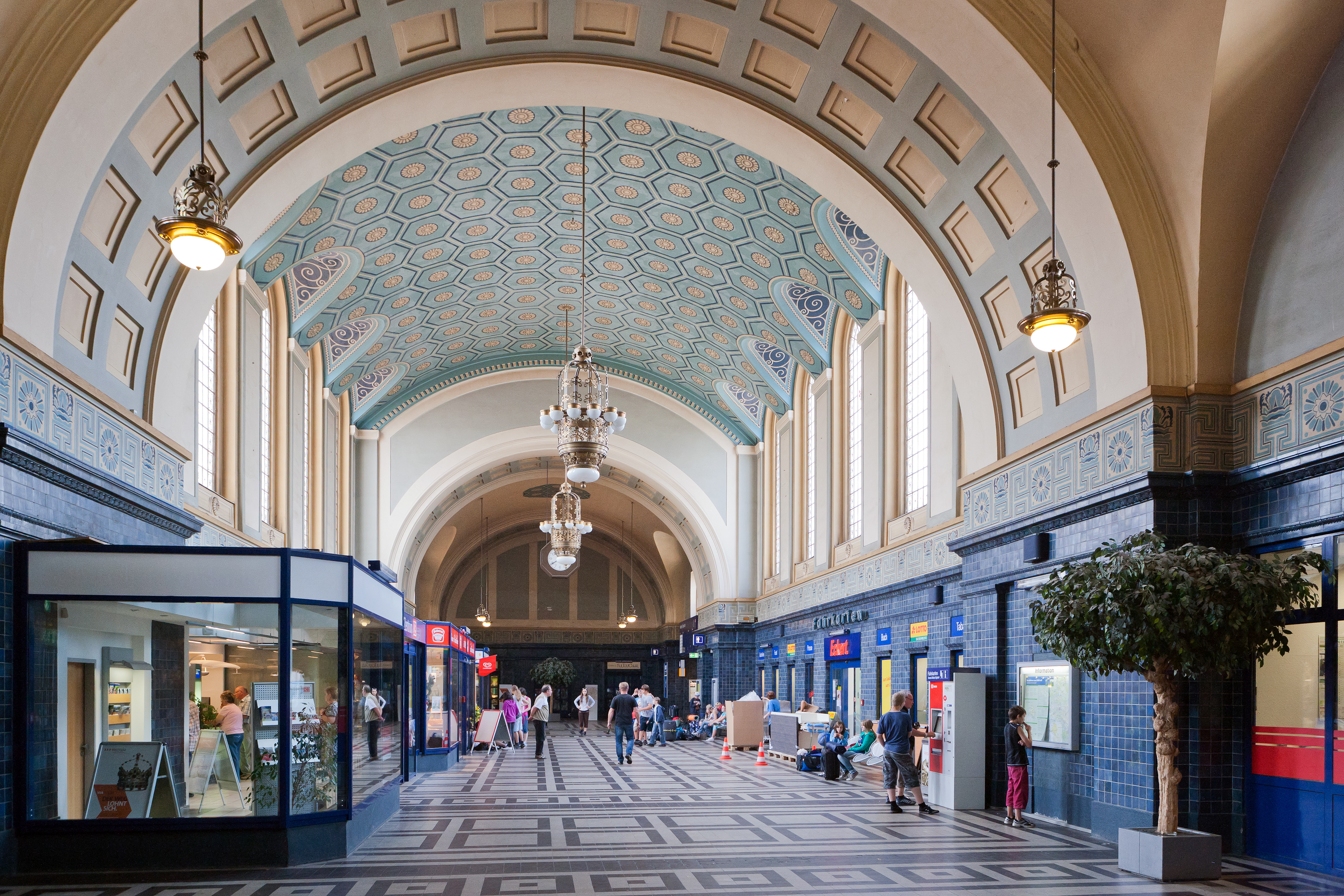
Görlitz järnvägsstation, huvudhallen sedd västerifrån.

Stadens järnvägsstation har förbindelser i riktning mot Dresden, Berlin via Cottbus och mot Zittau. Persontrafiken över gränsen är sedan februari 2015 inställd, men från stationen i Zgorzelec på den polska sidan av gränsen finns regionala tågförbindelser mot Jelenia Góra, Węgliniec eller Wrocław.
Staden har två spårvägslinjer och ett omfattande busslinjenät. Kollektivtrafik över gränsen finns i form av en busslinje på sträckan mellan Görlitz och Zgorzelecs järnvägsstationer.
Norr om stadens centrum passerar den öst-västliga motorvägen genom Görlitz och över den tysk-polska gränsen. Motorvägen är både i Tyskland och Polen skyltad som A4: den tyska sträckan leder västerut mot Dresden och Erfurt, medan den polska sträckan leder österut genom södra Polen via Kraków mot ukrainska gränsen. I staden börjar även förbundsvägarna B6 mot Halle an der Saale via Bautzen, B115 mot Forst (Lausitz) och B99 mot Zittau.
Görlitz flygfält, öppnat 1925, har en 750 meter lång gräsbana och trafikeras huvudsakligen av sport- och turistflyg. Närmaste internationella flygplatser finns i Dresden och Prag; goda tågförbindelser finns även till flygplatserna i Berlin och Wrocław.

## Utbildning
I Görlitz och den närbelägna grannstaden Zittau finns Zittau/Görlitz högskola, grundad 1992, med omkring 3300 studenter läsåret 2012/2013. I Görlitz finns även ett tvärvetenskapligt forskningscentrum för ekologisk och revitaliserande stadsbyggnad, som drivs gemensamt av IÖR i Dresden och Dresdens tekniska universitet.
Staden har två traditionsrika gymnasieskolor: Augustum-Annen-Gymnasium, med anor från 1565, och Joliot-Curie-Gymnasium, med anor från 1779, samt fyra ytterligare Oberschulen på högstadie- och gymnasienivå.

## Personer från Görlitz
- Michael Ballack (född 1976), fotbollsspelare, lagkapten i landslaget 2004 – 2010.
- Hildegard Burjan (1883–1933), tysk-österrikisk socialpolitiker och katolsk ordenssyster, grundare av Caritas Socialis.
- Jakob Böhme (1575–1624), filosof och mystiker.
- Hans-Jürgen Dörner (född 1951), fotbollsspelare, OS-guldmedaljör 1976 för Östtyskland.
- Jens Jeremies (född 1974), fotbollsspelare, Champions League-vinnare 2001 och femfaldig ligamästare med Bayern München.
- Karl Friedrich Küstner (1856–1936), astronom.
- Oskar Morgenstern (1902–1977), tysk-amerikansk ekonom och grundare av spelteorin.
- Bartholomäus Scultetus (1540–1614), jurist, matematiker, astronom och historiker, borgmästare och domare i Görlitz.